# Construction, Forestry, Mining and Energy Union
Die Construction, Forestry, Mining and Energy Union (CFMEU) (deutsch: Bau-, Forst-, Bergbau- und Energiearbeitergewerkschaft) ist eine australische Gewerkschaft in den Bereichen des Bauwesens, Bergbaus, der Energiewirtschaft sowie der Forst- und Holzwirtschaft. Sie hat 120.000 Mitglieder und führt in allen Hauptstädten der australischen Bundesländer Niederlassungen, beschäftigt 400 Angestellten und gliedert sich in drei Divisionen, in die Construction and General Division, Mining and Energy Division und Forestry and Furnishing Products Division, wobei jede Division eigenständig operiert.
Die Gründung dieser australischen Gewerkschaft geht im Wesentlichen auf einen Kongress des Australian Council of Trade Unions im Jahr 1989 zurück, auf dem die Zukunft der australischen Gewerkschaften besprochen wurde.

## Geschichte

### Construction and General Division
Die Construction and General Division bildete sich in den frühen 1990er Jahren als nationale Gewerkschaft CFMEU. Ihre Entstehung geht darauf zurück, dass verschiedene im Bauwesen agierende Gewerkschaften die Bildung einer Gewerkschaft anstrebten: Dies war vor allem die Operative Painters and Decorators Union (OPDU), die in den 1920er Jahren entstand und die Building Workers Industrial Union (BWIU), die selbst das Produkt mehrerer Fusionen in den Jahren von 1946 bis 1992 war. Die BWIU setzte sich ursprünglich aus Gewerkschaften im Handwerksbereich zusammen, wie der Maurer, Zimmerer, Pflasterer, Fliesenleger, Steinmetzen und weiteren Bauberufen. Die traditionellen Berufe wurden in den späten 1980er Jahren ergänzt durch die Beton- und Stahlbetonbauer und Metallarbeiter im Bauwesen, die in der Builders Labourers Federation (BLF) organisiert waren und fusioniert wurden. Die Construction and Generals Division hat auch Mitglieder im Ladenbau und Tischlereien und in Betrieben, die Material für das Bauwesen vorfertigen, in Ziegeleien, in der Fliesenherstellung und in Töpfereien in Queensland.

### Forestry and Furnishing Products Division
Die Forestry and Furnishing Products Division organisiert die Wald- und Holzarbeiter und Tischler, sie wurde als bundesweite Gewerkschaft 1907 als Federated Sawmill, Timber-yard and Woodworkers Employees Association of Australasia gegründet. 1913 wurde der Name in Amalgamated Timber Workers Union of Australia und 1918 in Australian Timber Workers Union geändert. 1990 gab es eine Abstimmung der Mitglieder der Australian Timber Workers Union und der Pulp and Paper Workers Federation of Australia zum Zusammenschluss beider Gewerkschaften zur Australian Timber and Allied Industries Union. Eine weitere Abstimmung zur Fusion in der Mitte von 1991 der Australian Timber and Allied Industries Union und der Building Workers Industrial Union führte zur heutigen Construction, Forestry, Mining and Energy Union.

### Mining and Energy Division
Die Mining and Energy Division geht auf die Australasian Coal and Shale Employees’ Federation (ACSEF), die 1916 gegründet wurde und deren Vorläuferorganisationen seit den 1850er Jahren bestanden. Diese Division entstand durch mehrere Fusionen, vor allem auf Initiative der Miners’ Federation.
Die Mining and Energy Division umfasst Arbeiter im Kohlenbergbau, in Kohlehäfen, im metallhaltigen Bergbau, in der Stromerzeugung, Erdöl- und Erdgasförderung und in der Koks erzeugenden Industrie.

## Politik

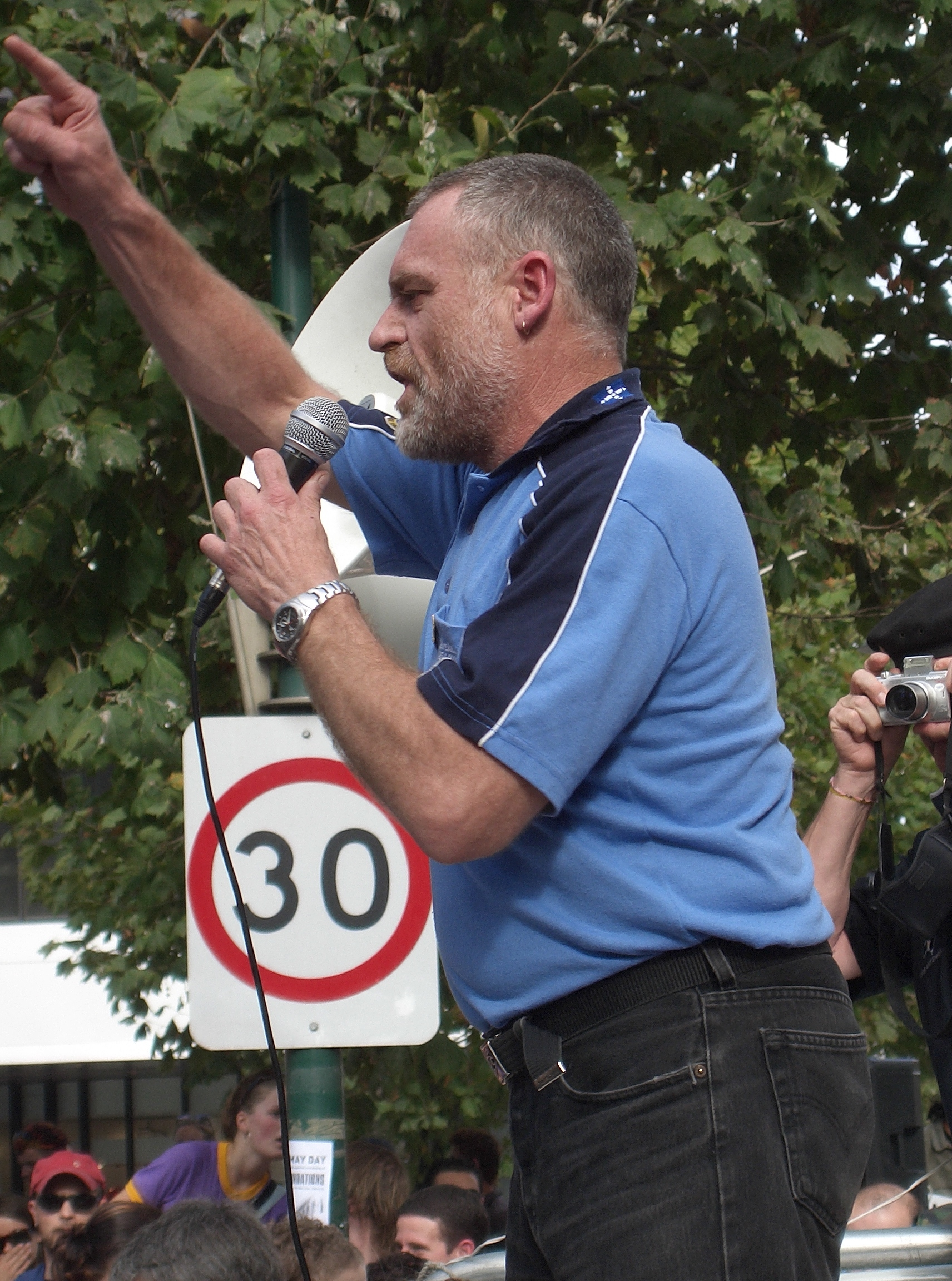
Martin Kingham, der Generalsekretär der Gewerkschaft in Victoria (2006) sprach auf einer Kundgebung gegen die Maßnahmen der Howard-Regierung

2001 initiierte die konservative Regierung John Howard der Liberal Party of Australia die Royal Commission into the Building and Construction Industry (in Australien Cole Royal Commission genannt), die die Australian Labor Party und die Australian Greens ablehnten, da dieses Kommission ihrer Meinung mehr zum Ziel hatte, die Gewerkschaft zu schwächen als Unregelmäßigkeiten aufzudecken.
Aus dieser Kommission entstand nach Building and Construction Industry Improvement Act 2005 die Commission into the Building and Construction Industry, die Befragungen anordnen und Geldstrafen verhängen kann.
An der Protestbewegung gegen die Howard-Regierung ab 2005, die die Rechte der Gewerkschaften mit der Einführung der so genannten  WorkChoices einschränkte, war die CFMEU nicht stark beteiligt, da die Sorge ihrer Mitglieder um ihre Arbeitsplätze vorherrschte.